# کلیسای تیگران هوننتس آنی
کلیسای تیگران هوننتس آنی (ارمنی: Անիի Տիգրան Հոնենց եկեղեցի) یا کلیسای گریگور مقدس (ارمنی: Սուրբ Գրիգոր եկեղեցի) یک کلیسا متعلق به کلیسای حواری ارمنی می‌باشد که در شهر آنی (شهر باستانی)، در آیرارات، ارمنستان غربی واقع شده‌است. ساخت و ساز این ساختمان در سده ۱۳ام میلادی به پایان رسید. این بنا به سبک معماری ارمنی طراحی شده‌است.

## نگارخانه

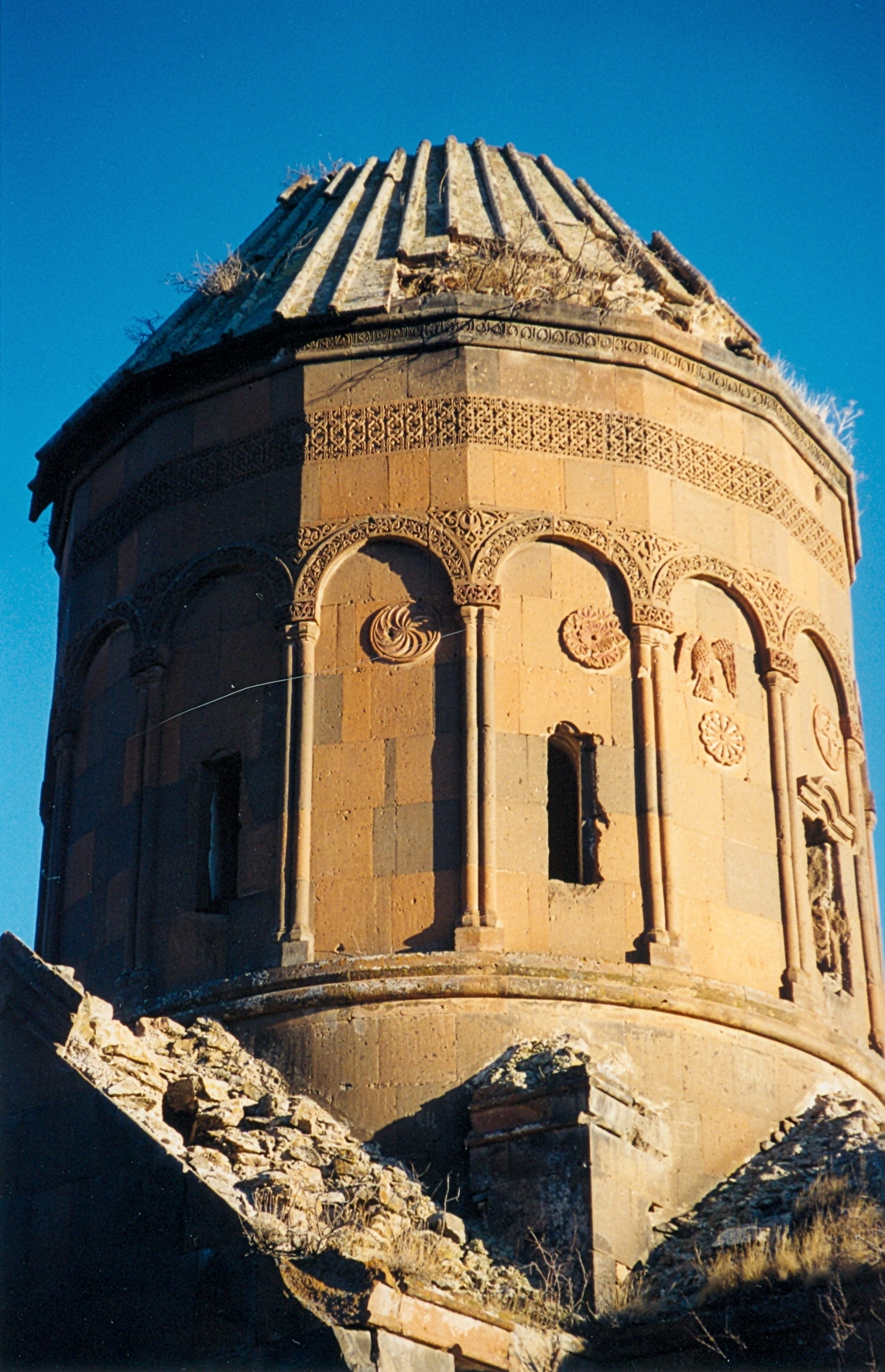
Եկեղեցու գմբեթը
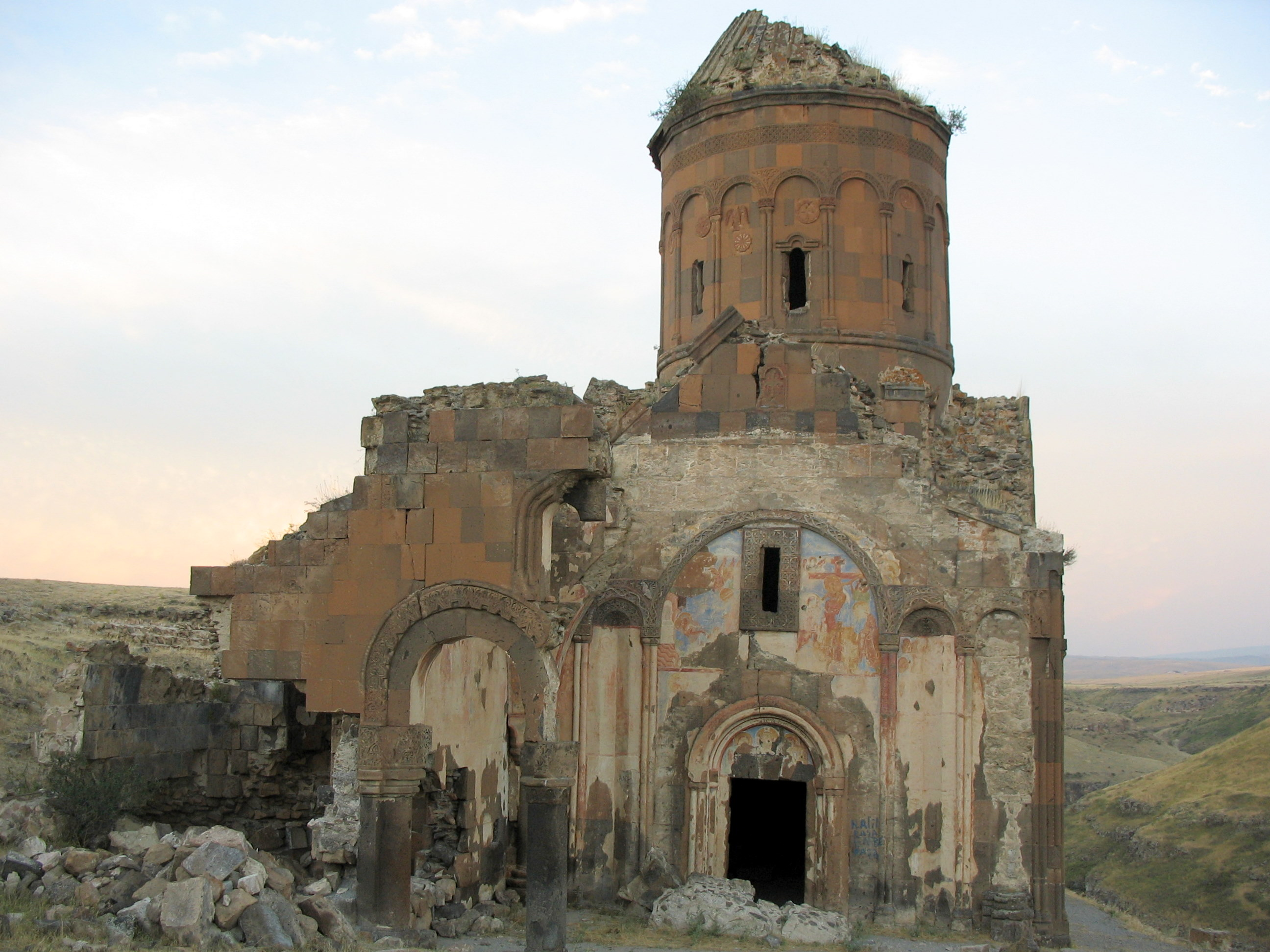
Արևմտյան ճակատ
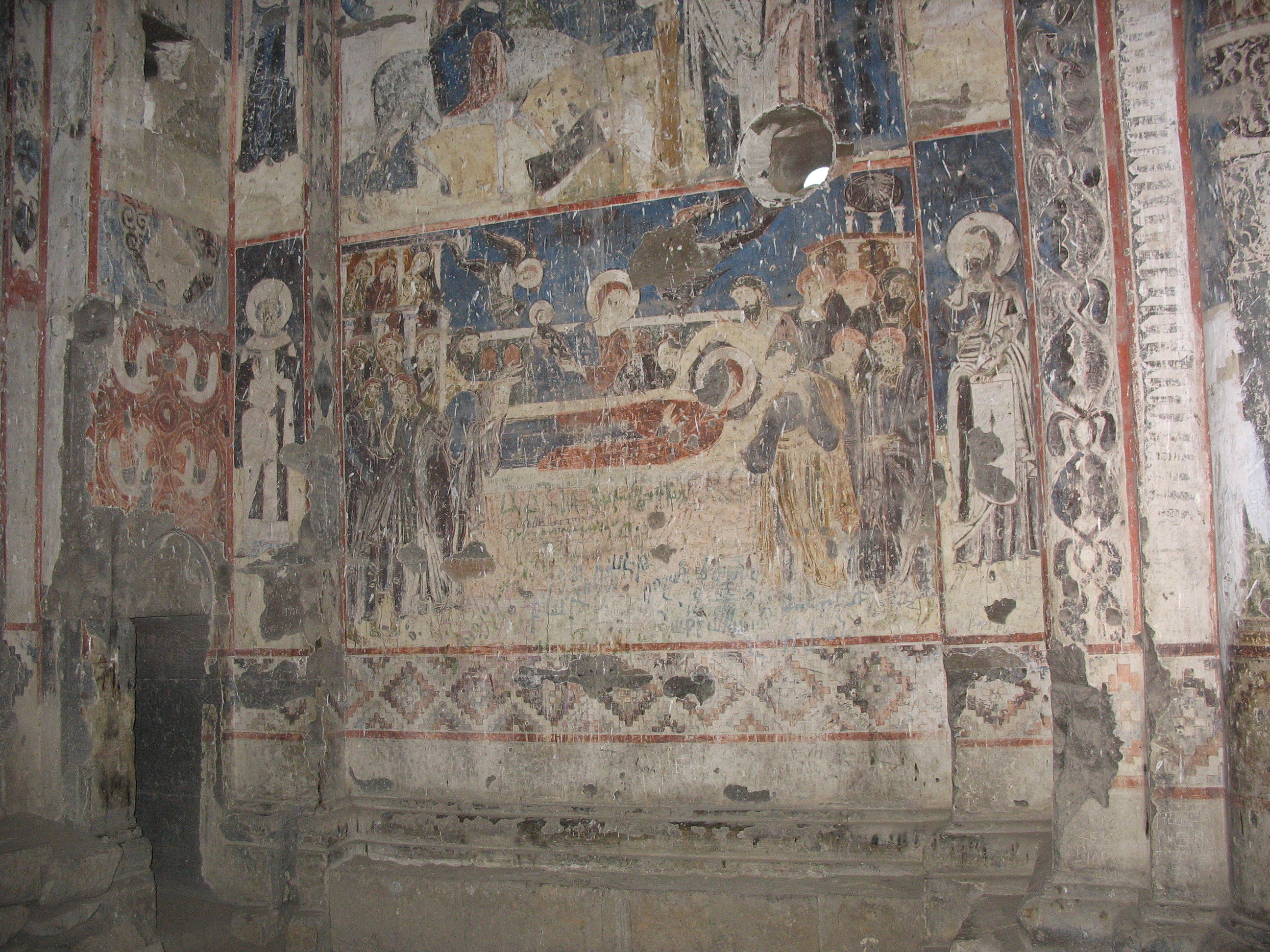
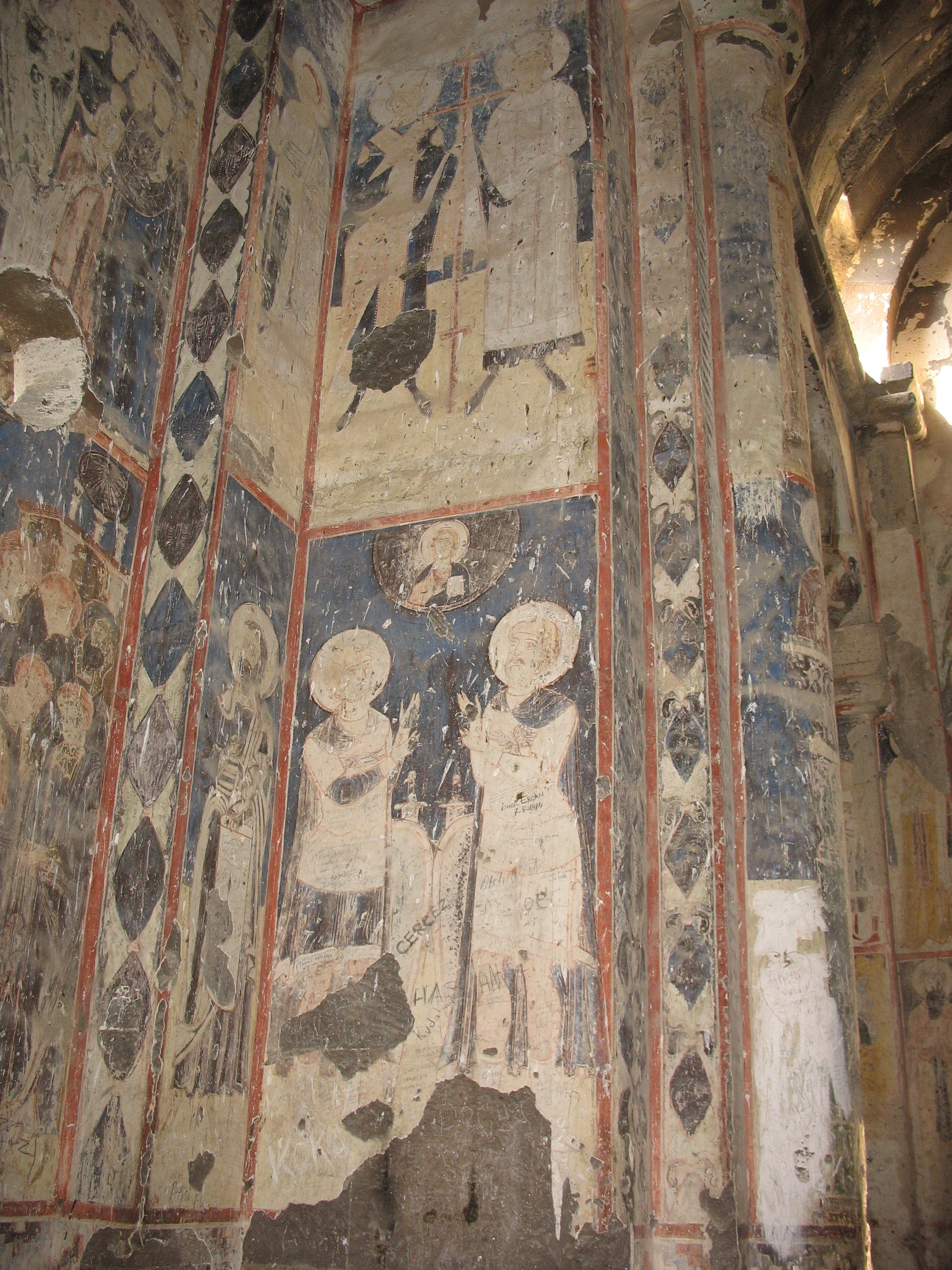
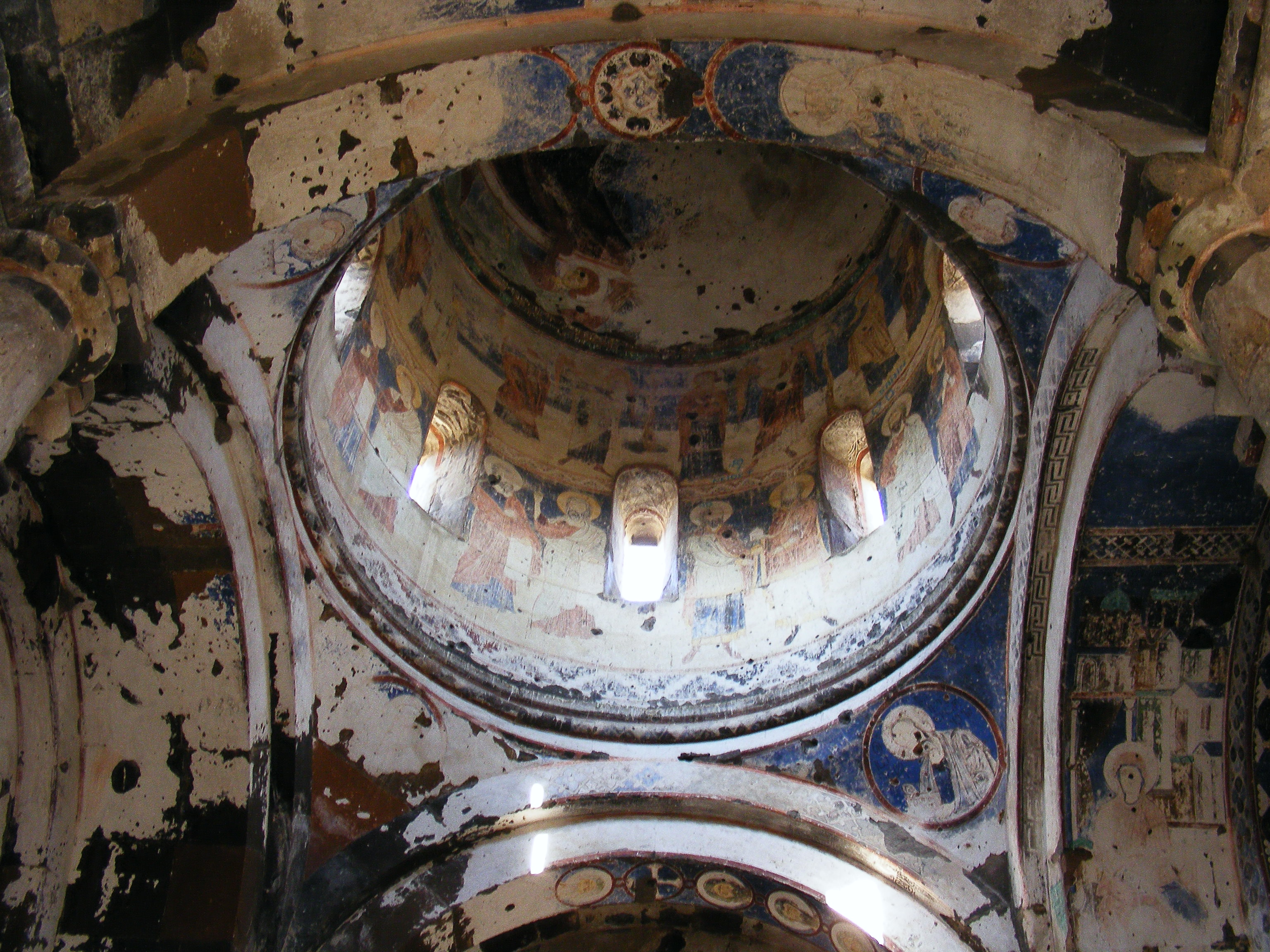
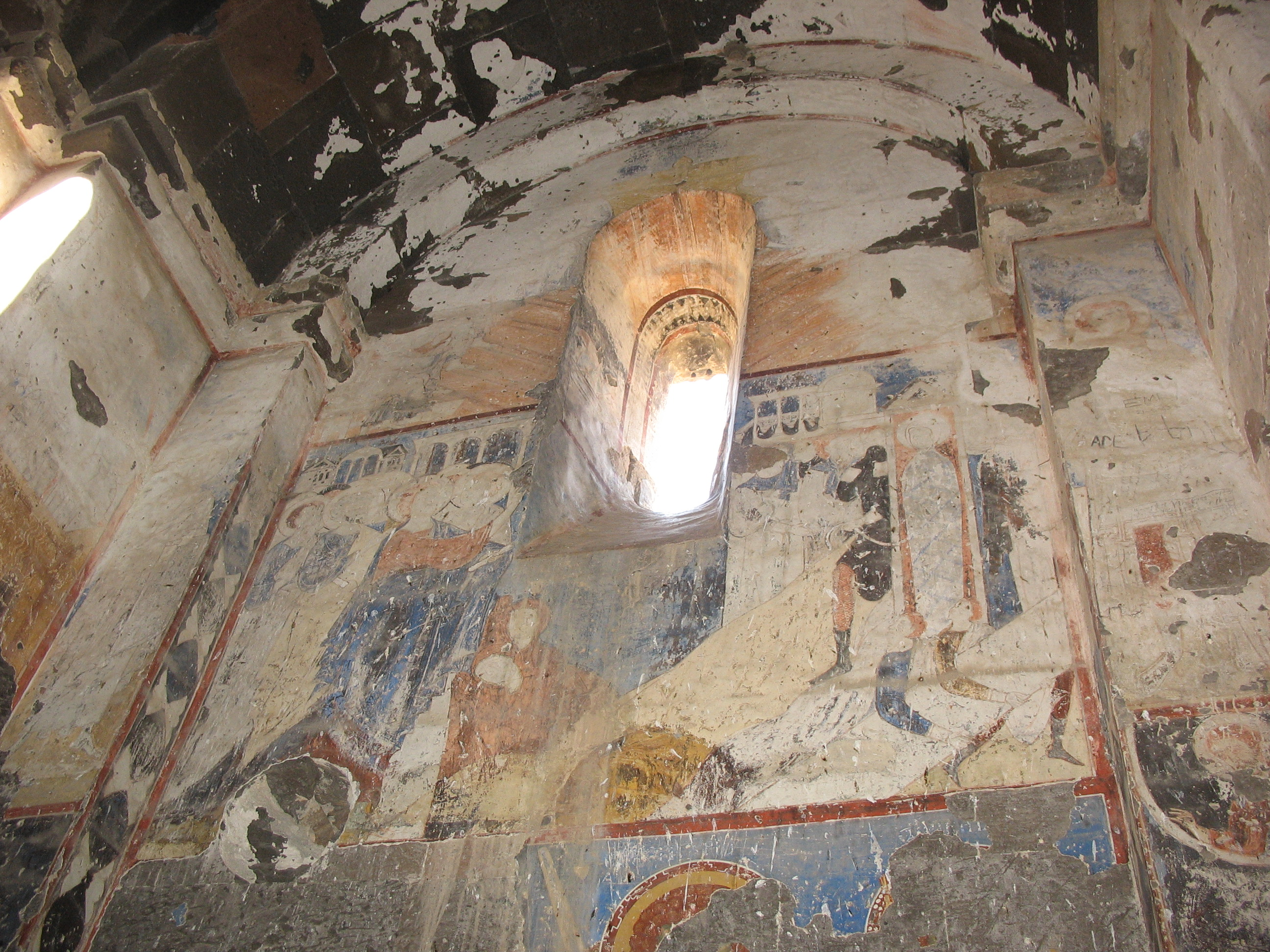
Ղազարոսի հարությունը